# Yembé
El yembé (también escrito djembe, yembe, yimbe, sanbanyi o tam tam) es un instrumento de percusión. La razón de esta variedad de nombres se debe a la variedad lingüística (lenguas mandé) y su adaptación fonética a lenguas foráneas, así, para un francés será djembé (la "dj" suena como la "y" española) y para un inglés jembe o jenbe.
El yembé es un instrumento de percusión perteneciente a la familia de instrumentos membranófonos. Se originó en el antiguo Imperio Mandinga, aproximadamente entre las localidades de Bamako (Malí) y Kankan (Guinea), desde aquí migró posteriormente a Senegal, Costa de Marfil y Burkina Faso, formando parte integral de la música y las tradiciones de la zona. Se cree que esa migración se debió a los Numu, que eran (y todavía son) herreros profesionales considerados guardianes de ciertos poderes. Ellos se encargaban de fabricar las máscaras Komo, realizar la circuncisión y la ablación de los adolescentes, para marcar su paso a la edad adulta, tanto como de esculpir y tocar los yembés.
Como resultado de las diferencias en la forma, la densidad de la madera, los grabados internos y la piel, existe una amplia gama de tonos que pueden ser emitidos por el yembé. Golpear la piel cerca del centro produce notas más graves, golpearla cerca del borde produce tonos más agudos. En un yembé bien afinado se obtienen graves, medios y agudos bien diferenciados.
Tradicionalmente, los yembés tienen unos 30 cm de diámetro, con una variación aproximada de entre dos y seis centímetros.
Los hay de dos tipos:
- Tradicionales, hechos de manera artesanal con madera. Se usa madera de lengue, iroko, y mahogany tradicionalmente aunque hoy en día se usan también maderas como el cedro o el arce, y piel (generalmente de cabra) aunque algunos músicos también usan piel de becerro para cambiar un poco los tonos. Este tipo de yembés tradicionales se afina por medio de un sistema de una cuerda íntegra y resistente, muchas veces cuerda de alpinismo de alta resistencia y se entrelaza en el aro de arriba (donde lleva el parche) y el aro de abajo (donde se sostiene).
- Modernos, que pueden estar hechos de madera y piel natural o de fibra y piel sintética.

Existe una gran variedad de ritmos tradicionales, destacando entre ellos los ritmos de fiesta y rituales, cada familia de ritmos se usa para diferentes festividades, hay ritmos especiales que solo se tocan en situaciones extremas, si una mujer enfrenta esterilidad, una enfermedad grave o problemas fuertes en su familia, decide bailar el moribayassa. El moribayassa es un ritmo del oeste de África, cerca de Guinea y Malí, que se toca también con otros instrumentos llamados djun djuns o dunduns.
Según el ritmo que se toque es la actividad que se realiza. Los ritmos fungen en ciertas ocasiones como rezos, ejemplo de lo cual es el ritmo kakilambe, que es el fetiche protector de la aldea. En algunos casos los niños y las mujeres no pueden ver a dicho fetiche, como es el caso del kakilambe.
Hoy en día el yembé es usado en diferentes ámbitos musicales, desde la música tradicional africana hasta en grupos de reggae o música electrónica. Se le considera un instrumento extremadamente versátil y es uno de los primeros membranófonos que existió en el mundo.

## Sonidos del yembé
Existen tres tonos básicos con los que se pueden construir ritmos diferenciados, utilizando uno o varios de estos tonos:
1. Tono Agudo.- Se obtiene golpeando la segunda falange de los dedos sobre el borde de la piel con la palma ligeramente curvada, haciendo que las yemas produzcan sonido sobre el parche.
2. Tono Medio.- Este sonido se obtiene golpeando con la palma de la mano por la zona de los nudillos, con los dedos bien estirados y juntos, sobre el borde del parche de tal manera que los dedos golpeen la membrana.
3. Tono Grave.- Se golpea el centro de la piel con la palma de la mano.

Para conseguir un mejor sonido las muñecas deben situarse, a la hora de golpear, por debajo de los aros que tensan la piel no dejando que las manos se queden tocando el parche pues se taparía el sonido producido, alternando, según el ritmo, los brazos. Es muy importante tener la espalda recta y los brazos más o menos relajados, sin cargar los hombros, ni tener las muñecas rígidas.
Otro golpe muy utilizado en este instrumento es el mordente, que consiste en golpear con las dos manos a la vez pero una llega un poco antes que la otra. Se puede utilizar este sonido con los tres tonos básicos, es decir, mordente de agudos, graves y medios, también alternado la mano, mordente de izquierda, mordente de derecha.
Otro sonido sería el slap, que consiste en un golpe seco dejando que las yemas de los dedos golpeen como un látigo produciendo un sonido más fuerte y contundente.
Existe un medio tono más entre los tonos medio y agudo: el slap con dedos abiertos. Sin embargo, es requerido haber alcanzado una buena definición entre los dos sonidos básicos (medio y agudo) para poder comenzar a reconocer la localización de ese medio tono en el parche e intercalarlo durante la ejecución de "frases".

## Posturas
El yembé se puede tocar sentado sujetándolo entre las piernas inclinándolo ligeramente hacia adelante para permitir las salida del aire, por supuesto manteniendo recta la espalda. Se puede tocar de pie colgándolo con unas cintas (debemos tener en cuenta el peso del instrumento y el tiempo de interpretación) y también tumbándolo en el suelo y sentándonos encima, postura poco recomendada para la espalda.
Algunos percusionistas lo sujetan con una estructura en la que encajan el yembé para poder tocar varios instrumentos distintos a la vez.